# مقاطعة شيلبي (ميسوري)
مقاطعة شيلبي هي مقاطعة في ميزوري، بلغ عدد سكانها 6٬373  نسمة، في 2010، عاصمتها شيلبيفيل، تبلغ مساحتها 1٬301 كيلومتر مربع.

## الموقع
تشترك في الحدود مع:
- مقاطعة نوكس، ميزوري
- مقاطعة مونرو، ميزوري.

## التقسيمات الإدارية
- شيلبيفيل.